# Wiggins (Mississippi)
Pour les articles homonymes, voir Wiggins.
La ville de Wiggins est le siège du comté de Stone, situé dans l'État du Mississippi, aux États-Unis.